# شبه جزيرة ديلمارفا
شبه جزيرة ديلمارفا أو ببساطة ديلمارفا هي شبه جزيرة كبيرة على الساحل الشرقي للولايات المتحدة، تضم الجزء الأكبر من ولاية ديلاوير فضلا عن الشاطئ الشرقي لماريلاند والشاطئ الشرقي لفرجينيا. على الرغم من أنها تسمى شبه الجزيرة لكنها من الناحية الفنية تعتبر جزيرة بعد حفر قناة تشيسابيك وديلاوير. يبلغ طول شبه الجزيرة 274 كم ويتراوح عرضها من 113 كم عند الوسط إلى 19 كم عند البرزخ على الحافة الشمالية إلى أقل من ذلك قرب الطرف الجنوبي لكيب تشارلز. يحدها خليج تشيسابيك في الغرب ونهر وخليج ديلاوير والمحيط الأطلسي في الشرق ونهر الأيل وبرزخه في الشمال.

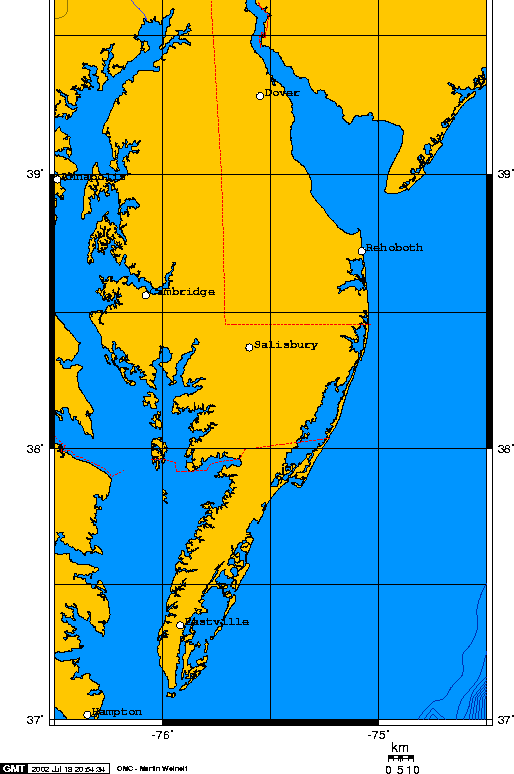
خريطة شبه جزيرة ديلمارفا

## أصل التسمية
في المصادر القديمة يشار إلى شبه الجزيرة الواقعة بين خليج ديلاوير وخليج تشيسابيك بأشكال مختلفة مثل شبه جزيرة ديلاوير وتشيسابيك أو ببساطة شبه الجزيرة تشيسابيك. الاِسْم الموضِعِيّ ديلمارفا هو مركب مختصر من أول أحرف بالإنكليزية لأسماء ديلاوير (DEL) وماريلاند (MAR) وفرجينيا (VA) وهو على غرار تسمية ديلمار وهي بلدة حدودية مسماة نسبة إلى اثنتين من تلك الولايات. على الرغم من أن ديلمار تأسست في عام 1859، لم يتم تسجيل أي استخدام لاسم ديلمارفا إلى بعد عقود عدة. ويبدو أن الاسم قد استخدم تجارياً في بادئ الأمر. على سبيل المثال، كان شركة ديلمارفا للتدفئة والإضاءة، والتبريد في شنكوتيغ في فيرجينيا كانت موجودة في سنة 1913-ولكن الاستخدام العام لهذا المصطلح لم يبدء حتى العشرينيات من القرن العشرين.